# Хес

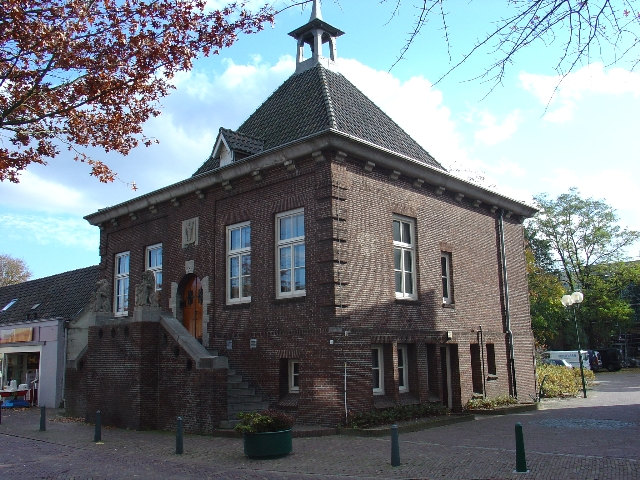
Старая ратуша

Хес (нидерл. Heesch, МФА: [ɦeːs]) — город в Нидерландах, административно относится к общине Бернхезе в провинции Северный Брабант. Высота над уровнем моря — 10 м. Население — 28 888 человек.
Хес был отдельной общиной до 1994 года, когда он был объединён с общинами Хесвейк-Динтер и Нистерлоде в общину Бернхезе.